# 산요타루미역
산요타루미역(일본어: 山陽垂水駅, さんようたるみえき)은 일본 효고현 고베시 다루미구에 있는 산요 전기철도 본선의 역이다. 역 번호는 SY 11이다. JR 서일본의 다루미 역 바로 북쪽에 인접하고 있어 환승이 가능하다.
모든 영업 열차가 정차한다.

## 역 구조
상대식 승강장 2면 2선의 고가역이다. 정기 이용권 판매소와 프렌즈 숍(역 매점)이 있다. 승강장은 19m로 6편성 대응 가능하다. 개찰구는 지평선에 있는 동서 1개씩 있고, 서쪽 개찰구에만 역무원이 배치되어 있다. 승강장은 2층 계단 또는 엘리베이터로 갈 수 있다.
스루카 KANSAI가 발행하는 PiTaPa와 그 제휴 카드가 사용 가능하다.

### 승강장
| 1 | ■ 본선(하행) | 아카시・히메지・아보시 방면     |  |
| 2 | ■ 본선(상행) | 스마・고베산노미야・오사카 방면 |  |

## 역 주변
역 주변은 다루미 구뿐 아니라, 고베 시 서부에서도 유수한 상업지로 특히 역 북쪽에는 많은 상업 시설이 존재한다. 역 남쪽에는 서일본여객철도(JR 서일본) 산요 본선(JR 고베 선) 다루미역이 인접한다.
- 다루미 구청(레반테 다루미 2번관)
  - 고베 시립 다루미 도서관
  - 다루미 보건소
  - 근로 시민 센터
- 웨스테 다루미(다루미 역전 니시 지구 재개발 빌딩)
  - 이온 다루미점
- 레반테 다루미(다루미 역전 지구 재개발 빌딩)
  - 코프 고베 다루미점
  - 미스터 도넛 다루미 숍
  - 라이프 스포츠 KTV
  - 미쓰이 스미토모 은행 다루미히가시 출장소
- 100엔 균일 가게 다이소
- 도코모 숍 다루미점
- 고베 다루미 센터거리
  - 미쓰이 스미토모 은행 다루미 지점
  - 미나토 은행 다루미 지점
  - 미즈호 은행 다루미 지점
- 미쓰이 스미토모 은행 다루미키타 출장소
- 다루미에키 버스 터미널
- 다루미히가시구치 버스 터미널
- 고베 덴노시타 우체국
- 고베 시립 다루미 초등학교
- 가이 신사(와다쓰미 신사)
- 다루미 어항(고베 항)
- 고베 시립 수산 체험 학습관
- 미쓰이 아울렛 파크 마린피아 고베
- 국도 제2호선

## 역사
- 1917년 4월 12일: 효고 전기궤도의 시오야(현, 산요시오야) ~ 아카시(초대) 구간 연장 시에 다루미역으로 영업 개시.
- 1927년 4월 1일: 우지가와 전기에 의한 합병으로 본 회사의 역이 됨.
- 1933년 6월 6일: 우지가와 전기 철도 부문이 분리되어 산요 전기철도의 역이 됨.
- 1943년: 전철 다루미 역으로 역명 변경.
- 1967년 8월 11일: 고가화.
- 1968년 4월 7일: 특급 정차역이 됨(고베 고속 철도 도자이 선 개업).
- 1991년 4월 7일: 산요다루미역으로 역명 변경.
- 1995년
  - 1월 17일: 한신・아와지 대지진으로 산요 전철 본선이 불통이 되어, 본 역도 한때 영업 중지.
  - 1월 30일: 다키노차야 ~ 가스미가오카 간 운행 재개에 따라 영업 재개.

## 사진

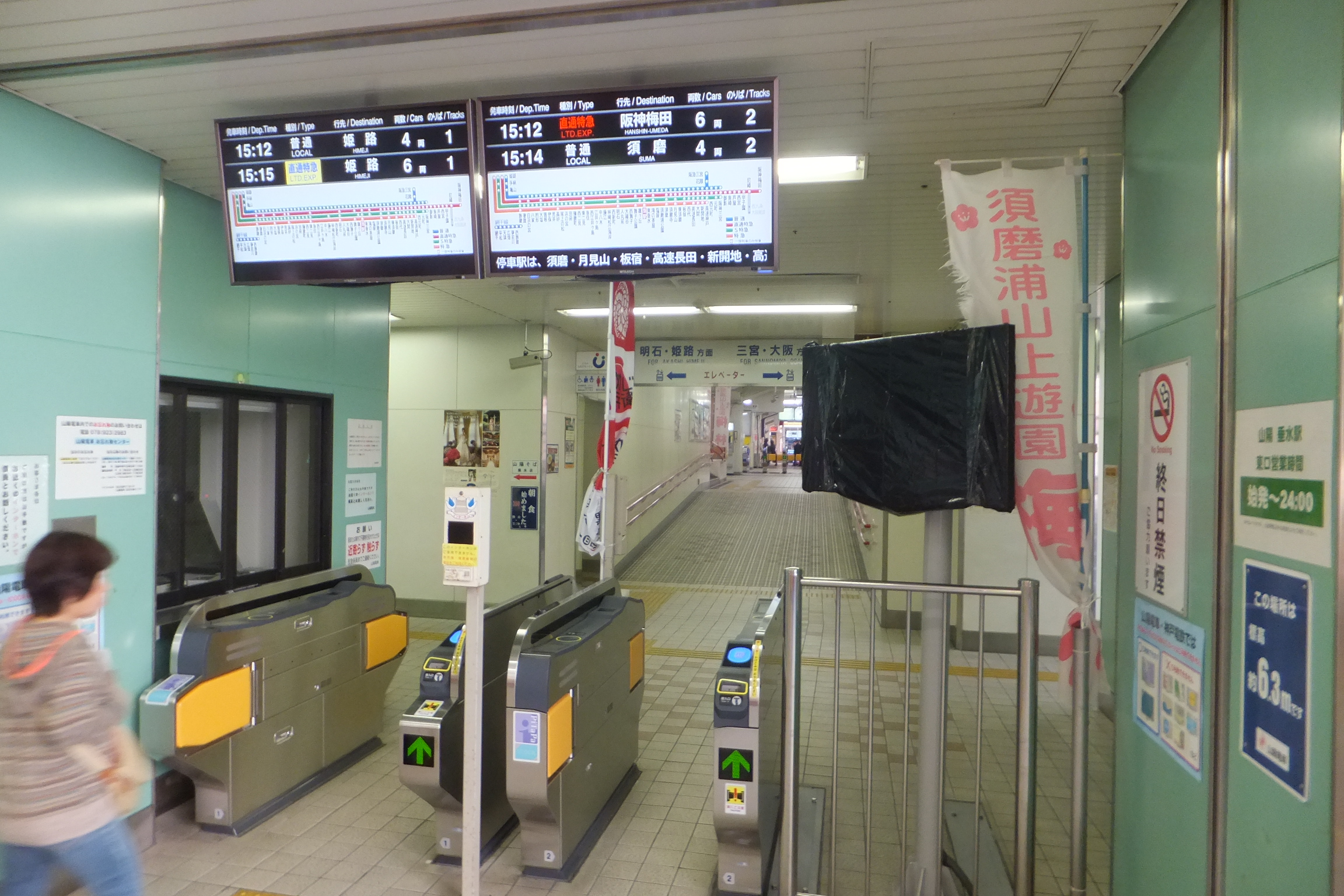
동쪽 개찰구
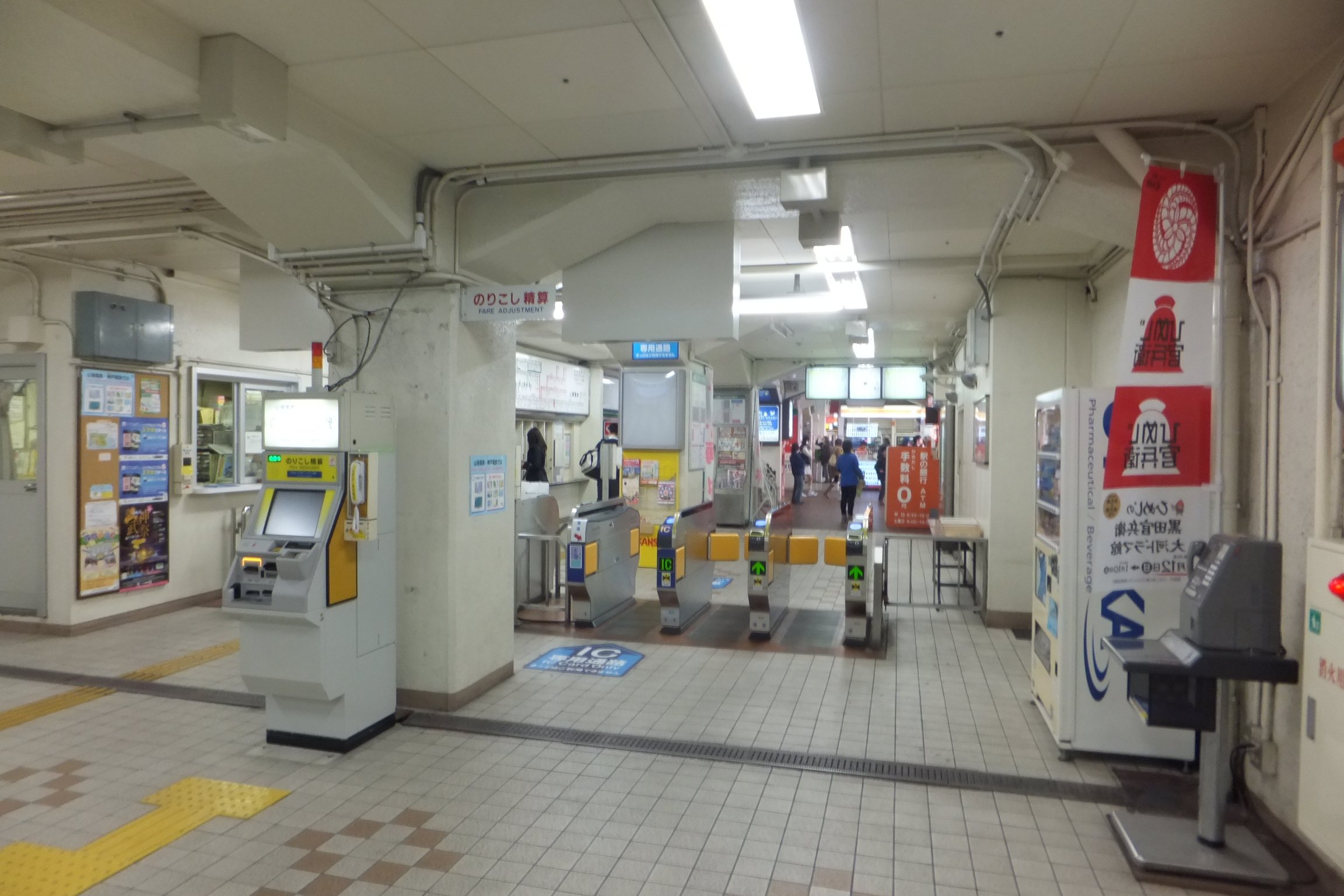
서쪽 개찰구
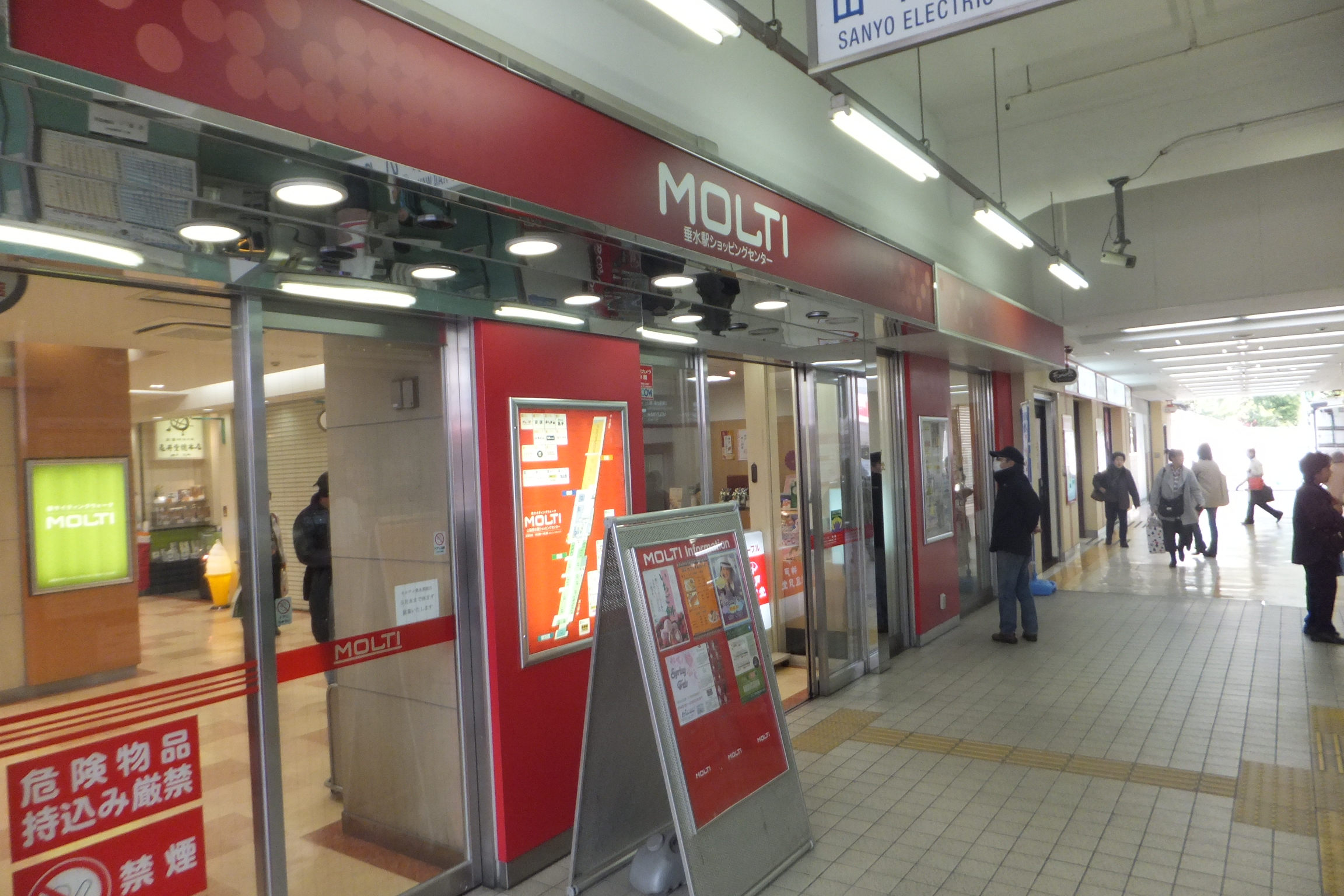
몰티 다루미점 연결통로
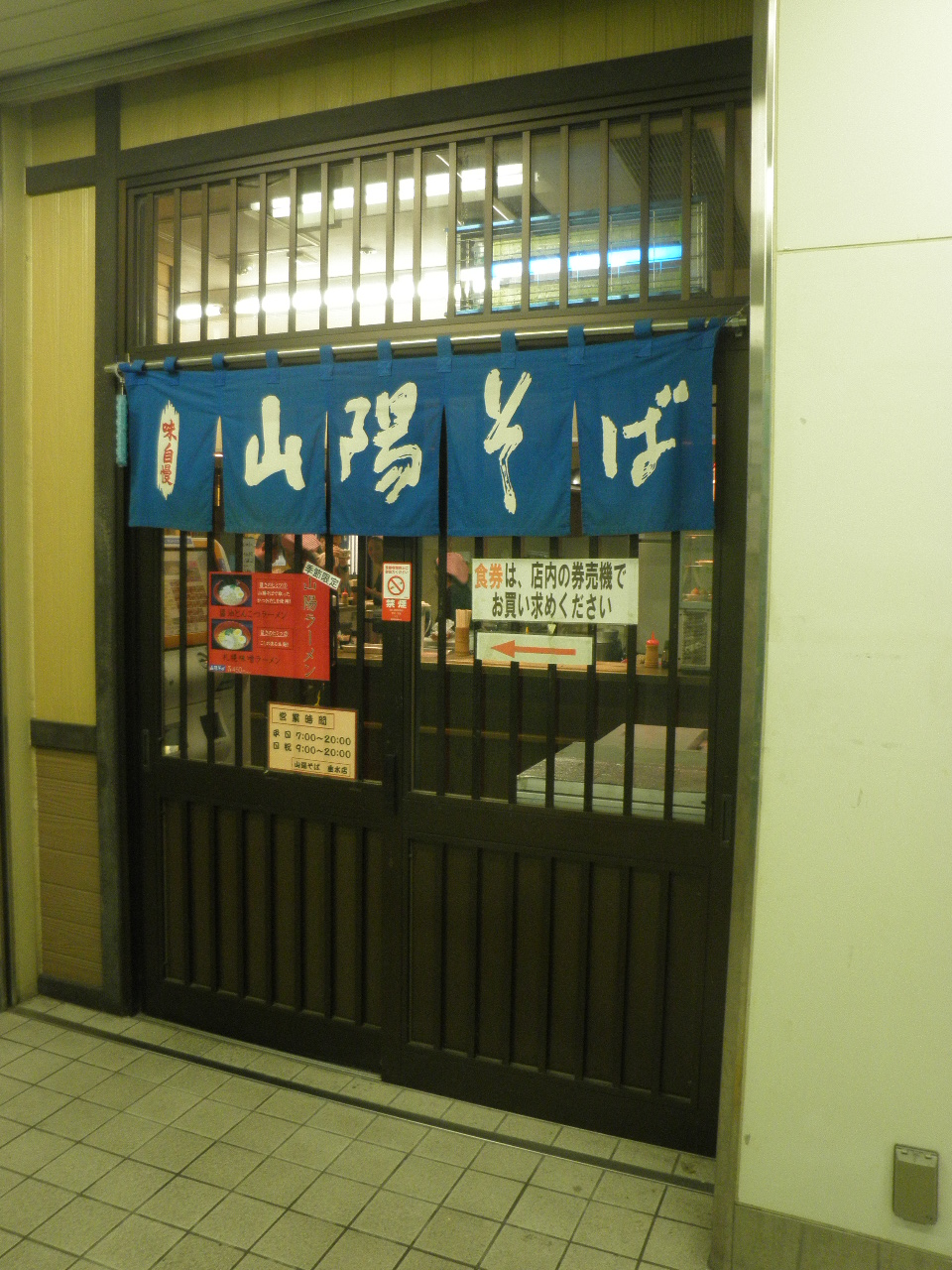
산요 소바 다루미 점

## 인접역
| 산요 전기철도 ■ 본선                     | 산요 전기철도 ■ 본선                                 | 산요 전기철도 ■ 본선               |
| ---------------------------------------- | ---------------------------------------------------- | ---------------------------------- |
| SY 06 산요스마 우메다・니시다이 방면     | ■ 직통특급                                           | 마이코코엔 SY 13 산요히메지 방면   |
| SY 09 다키노차야 우메다・니시다이 방면   | ■ 직통특급(아침 러시아워 하행 및 저녁 러시아워 이후) | 마이코코엔 SY 13 산요히메지 방면   |
| SY 09 다키노차야 우메다・니시다이 방면   | ■ S특급                                              | 가스미가오카 SY 12 산요히메지 방면 |
| SY 10 히가시타루미 우메다・니시다이 방면 | ■ 보통                                               | 가스미가오카 SY 12 산요히메지 방면 |